# Plum Branch
Plum Branch – miasto w Stanach Zjednoczonych, w stanie Karolina Południowa, w hrabstwie McCormick.